# Liste der preußischen Finanzminister
Liste der preußischen Finanzminister.
| Name                                | Amtsantritt | Amtsaustritt | Bild |
| ----------------------------------- | ----------- | ------------ | --- |
| Karl vom Stein zum Altenstein       | 1808        | 1810         | Wilhelm Anton von Klewiz · Friedrich von Motz · Albrecht von Alvensleben · David Hansemann · Robert von Patow · August von der Heydt · Otto von Camphausen · Johannes von Miquel · Walther Schreiber |
| Hans Graf von Bülow                 | 1813        | 1817         | Wilhelm Anton von Klewiz · Friedrich von Motz · Albrecht von Alvensleben · David Hansemann · Robert von Patow · August von der Heydt · Otto von Camphausen · Johannes von Miquel · Walther Schreiber |
| Wilhelm von Klewiz                  | 1817        | 1825         | Wilhelm Anton von Klewiz · Friedrich von Motz · Albrecht von Alvensleben · David Hansemann · Robert von Patow · August von der Heydt · Otto von Camphausen · Johannes von Miquel · Walther Schreiber |
| Friedrich von Motz                  | 1825        | 1830         | Wilhelm Anton von Klewiz · Friedrich von Motz · Albrecht von Alvensleben · David Hansemann · Robert von Patow · August von der Heydt · Otto von Camphausen · Johannes von Miquel · Walther Schreiber |
| Karl Georg Maaßen                   | 1830        | 1834         | Wilhelm Anton von Klewiz · Friedrich von Motz · Albrecht von Alvensleben · David Hansemann · Robert von Patow · August von der Heydt · Otto von Camphausen · Johannes von Miquel · Walther Schreiber |
| Albrecht von Alvensleben            | 1835        | 1842         | Wilhelm Anton von Klewiz · Friedrich von Motz · Albrecht von Alvensleben · David Hansemann · Robert von Patow · August von der Heydt · Otto von Camphausen · Johannes von Miquel · Walther Schreiber |
| Ernst von Bodelschwingh             | 1842        | 1844         | Wilhelm Anton von Klewiz · Friedrich von Motz · Albrecht von Alvensleben · David Hansemann · Robert von Patow · August von der Heydt · Otto von Camphausen · Johannes von Miquel · Walther Schreiber |
| Eduard Heinrich von Flottwell       | 1844        | 1846         | Wilhelm Anton von Klewiz · Friedrich von Motz · Albrecht von Alvensleben · David Hansemann · Robert von Patow · August von der Heydt · Otto von Camphausen · Johannes von Miquel · Walther Schreiber |
| Franz von Duesberg                  | 1846        | 1848         | Wilhelm Anton von Klewiz · Friedrich von Motz · Albrecht von Alvensleben · David Hansemann · Robert von Patow · August von der Heydt · Otto von Camphausen · Johannes von Miquel · Walther Schreiber |
| David Hansemann                     | 1848        | 1848         | Wilhelm Anton von Klewiz · Friedrich von Motz · Albrecht von Alvensleben · David Hansemann · Robert von Patow · August von der Heydt · Otto von Camphausen · Johannes von Miquel · Walther Schreiber |
| Gustav von Bonin                    | 1848        | 1848         | Wilhelm Anton von Klewiz · Friedrich von Motz · Albrecht von Alvensleben · David Hansemann · Robert von Patow · August von der Heydt · Otto von Camphausen · Johannes von Miquel · Walther Schreiber |
| Rudolf von Rabe                     | 1849        | 1851         | Wilhelm Anton von Klewiz · Friedrich von Motz · Albrecht von Alvensleben · David Hansemann · Robert von Patow · August von der Heydt · Otto von Camphausen · Johannes von Miquel · Walther Schreiber |
| Carl von Bodelschwingh              | 1851        | 1858         | Wilhelm Anton von Klewiz · Friedrich von Motz · Albrecht von Alvensleben · David Hansemann · Robert von Patow · August von der Heydt · Otto von Camphausen · Johannes von Miquel · Walther Schreiber |
| Robert von Patow                    | 1858        | 1862         | Wilhelm Anton von Klewiz · Friedrich von Motz · Albrecht von Alvensleben · David Hansemann · Robert von Patow · August von der Heydt · Otto von Camphausen · Johannes von Miquel · Walther Schreiber |
| August Freiherr von der Heydt       | 1862        | 1862         | Wilhelm Anton von Klewiz · Friedrich von Motz · Albrecht von Alvensleben · David Hansemann · Robert von Patow · August von der Heydt · Otto von Camphausen · Johannes von Miquel · Walther Schreiber |
| Carl von Bodelschwingh              | 1862        | 1866         | Wilhelm Anton von Klewiz · Friedrich von Motz · Albrecht von Alvensleben · David Hansemann · Robert von Patow · August von der Heydt · Otto von Camphausen · Johannes von Miquel · Walther Schreiber |
| August Freiherr von der Heydt       | 1866        | 1869         | Wilhelm Anton von Klewiz · Friedrich von Motz · Albrecht von Alvensleben · David Hansemann · Robert von Patow · August von der Heydt · Otto von Camphausen · Johannes von Miquel · Walther Schreiber |
| Otto von Camphausen                 | 1869        | 1878         | Wilhelm Anton von Klewiz · Friedrich von Motz · Albrecht von Alvensleben · David Hansemann · Robert von Patow · August von der Heydt · Otto von Camphausen · Johannes von Miquel · Walther Schreiber |
| Arthur Hobrecht                     | 1878        | 1879         | Wilhelm Anton von Klewiz · Friedrich von Motz · Albrecht von Alvensleben · David Hansemann · Robert von Patow · August von der Heydt · Otto von Camphausen · Johannes von Miquel · Walther Schreiber |
| Karl Hermann Bitter                 | 1879        | 1882         | Wilhelm Anton von Klewiz · Friedrich von Motz · Albrecht von Alvensleben · David Hansemann · Robert von Patow · August von der Heydt · Otto von Camphausen · Johannes von Miquel · Walther Schreiber |
| Adolf von Scholz                    | 1882        | 1890         | Wilhelm Anton von Klewiz · Friedrich von Motz · Albrecht von Alvensleben · David Hansemann · Robert von Patow · August von der Heydt · Otto von Camphausen · Johannes von Miquel · Walther Schreiber |
| Johannes von (seit 1897) Miquel     | 1890        | 1901         | Wilhelm Anton von Klewiz · Friedrich von Motz · Albrecht von Alvensleben · David Hansemann · Robert von Patow · August von der Heydt · Otto von Camphausen · Johannes von Miquel · Walther Schreiber |
| Georg von Rheinbaben                | 1901        | 1910         | Wilhelm Anton von Klewiz · Friedrich von Motz · Albrecht von Alvensleben · David Hansemann · Robert von Patow · August von der Heydt · Otto von Camphausen · Johannes von Miquel · Walther Schreiber |
| August Lentze                       | 1910        | 1917         | Wilhelm Anton von Klewiz · Friedrich von Motz · Albrecht von Alvensleben · David Hansemann · Robert von Patow · August von der Heydt · Otto von Camphausen · Johannes von Miquel · Walther Schreiber |
| Oskar Hergt                         | 1917        | 1918         | Wilhelm Anton von Klewiz · Friedrich von Motz · Albrecht von Alvensleben · David Hansemann · Robert von Patow · August von der Heydt · Otto von Camphausen · Johannes von Miquel · Walther Schreiber |
| Albert Südekum und Hugo Simon       | 1918        | 1919         | Wilhelm Anton von Klewiz · Friedrich von Motz · Albrecht von Alvensleben · David Hansemann · Robert von Patow · August von der Heydt · Otto von Camphausen · Johannes von Miquel · Walther Schreiber |
| Albert Südekum                      | 1919        | 1920         | Wilhelm Anton von Klewiz · Friedrich von Motz · Albrecht von Alvensleben · David Hansemann · Robert von Patow · August von der Heydt · Otto von Camphausen · Johannes von Miquel · Walther Schreiber |
| Hermann Lüdemann                    | 1920        | 1921         | Wilhelm Anton von Klewiz · Friedrich von Motz · Albrecht von Alvensleben · David Hansemann · Robert von Patow · August von der Heydt · Otto von Camphausen · Johannes von Miquel · Walther Schreiber |
| Friedrich Saemisch                  | 1921        | 1921         | Wilhelm Anton von Klewiz · Friedrich von Motz · Albrecht von Alvensleben · David Hansemann · Robert von Patow · August von der Heydt · Otto von Camphausen · Johannes von Miquel · Walther Schreiber |
| Ernst von Richter                   | 1921        | 1925         | Wilhelm Anton von Klewiz · Friedrich von Motz · Albrecht von Alvensleben · David Hansemann · Robert von Patow · August von der Heydt · Otto von Camphausen · Johannes von Miquel · Walther Schreiber |
| Otto Braun                          | 1925        | 1925         | Wilhelm Anton von Klewiz · Friedrich von Motz · Albrecht von Alvensleben · David Hansemann · Robert von Patow · August von der Heydt · Otto von Camphausen · Johannes von Miquel · Walther Schreiber |
| Hermann Höpker-Aschoff              | 1925        | 1931         | Wilhelm Anton von Klewiz · Friedrich von Motz · Albrecht von Alvensleben · David Hansemann · Robert von Patow · August von der Heydt · Otto von Camphausen · Johannes von Miquel · Walther Schreiber |
| Walther Schreiber                   | 1931        | 1931         | Wilhelm Anton von Klewiz · Friedrich von Motz · Albrecht von Alvensleben · David Hansemann · Robert von Patow · August von der Heydt · Otto von Camphausen · Johannes von Miquel · Walther Schreiber |
| Otto Klepper                        | 1931        | 1933         | Wilhelm Anton von Klewiz · Friedrich von Motz · Albrecht von Alvensleben · David Hansemann · Robert von Patow · August von der Heydt · Otto von Camphausen · Johannes von Miquel · Walther Schreiber |
| Franz Schleusener (Reichskommissar) | 1932        | 1932         | Wilhelm Anton von Klewiz · Friedrich von Motz · Albrecht von Alvensleben · David Hansemann · Robert von Patow · August von der Heydt · Otto von Camphausen · Johannes von Miquel · Walther Schreiber |
| Johannes Popitz (Reichskommissar)   | 1932        | 1938         | |